# Karl Geppert (Politiker)
Karl Geppert (* 19. Januar 1884 in Büchig; † 20. März 1966 in Weinheim) war ein deutscher Politiker.
Geppert wurde Ende Mai 1945 als Nachfolger Richard Freudenberg von der amerikanischen Militärregierung zum kommissarischen Landrat des Landkreises Mannheim ernannt. Am 4. März 1946 wurde er von der Militärregierung seines Amtes enthoben. Ihm folgte der Schwetzinger Bürgermeister Valentin Gaa nach. Von Januar bis Juni 1946 gehörte Geppert als Vertreter der Landräte der Vorläufigen Volksvertretung von Württemberg-Baden an. 1954 wurde er mit dem Bundesverdienstkreuz ausgezeichnet.